# Pseudopsyllo scutigera
Pseudopsyllo scutigera is een spinnensoort in de taxonomische indeling van de wielwebspinnen (Araneidae).
Het dier behoort tot het geslacht Pseudopsyllo. De wetenschappelijke naam van de soort werd voor het eerst geldig gepubliceerd in 1916 door Embrik Strand.